# Kaiserstraße 38 (Quedlinburg)

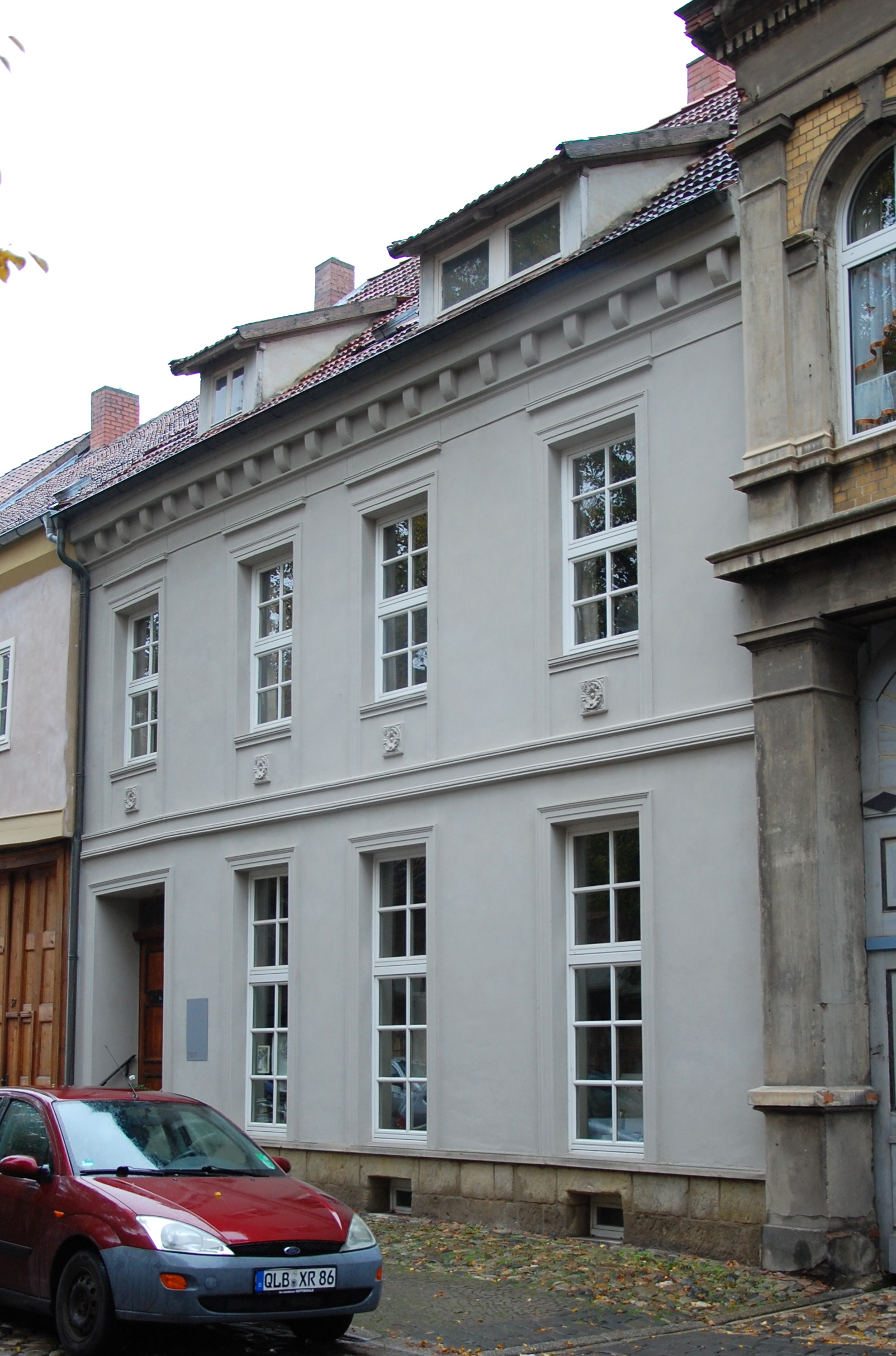
Kaiserstraße 38

Das Haus Kaiserstraße 38 ist ein denkmalgeschütztes Gebäude in der Stadt Quedlinburg in Sachsen-Anhalt.

## Lage
Es befindet sich in der historischen Quedlinburger Neustadt auf der Südseite der Kaiserstraße und ist im Quedlinburger Denkmalverzeichnis als Wohnhaus eingetragen. Westlich grenzt das gleichfalls denkmalgeschützte Haus Kaiserstraße 38a an.

## Architektur und Geschichte
Das zweigeschossige massive Bürgerhaus entstand in der Zeit um 1860 im Stil des Klassizismus. Die Gesimse und die Rahmung der Fenster sind mit Stuckprofilien versehen. Vermutlich bildete das Haus ursprünglich gemeinsam mit dem benachbarten Grundstück Kaiserstraße 38a einen Ackerbürgerhof.